# Axel Nyblæus
Johan Axel Nyblæus (født 20. maj 1821 i Stockholm, død 24. februar 1899 i Lund) var en svensk filosof.
Nyblæus var professor i Lund i filosofi og vandt et anset navn både som lærer og som forfatter, navnlig påvirket af Boström, til hvis mest betydelige disciple han hører.
Hans studier samlede sig navnlig om retsfilosofi (Statens straffrätt, 3. oplag 1879) og om filosofiens historie, hvor han har skabt et i svensk videnskabelig litteratur klassisk værk, som dog forblev ufuldendt: Den filosofiska forskningen i Sverige från slutet af adertonde århundradet (1873—97).